# Spervogel

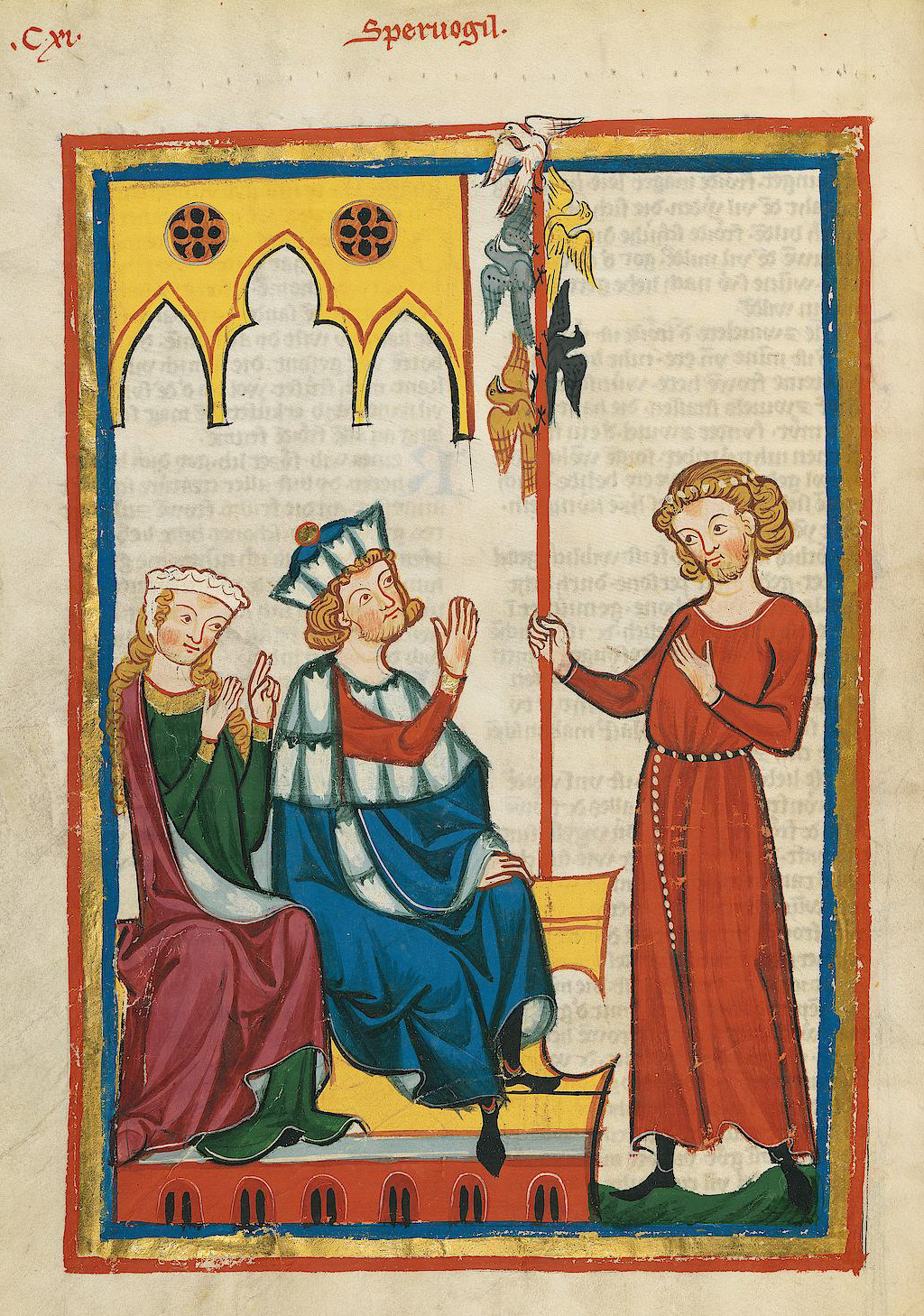
Spervogel (Codex Manesse, 14. Jahrhundert)

Spervogel („Sperling“, nach 1170?) gehört wie Herger (um 1170) und der junge Spervogel (um 1200 oder später) zu den hochmittelalterlichen, mittelhochdeutschen Sangspruchdichtern.
Ihm ordnen jedenfalls die Liederhandschriften des 13. und 14. Jahrhunderts die älteste Sangspruchdichtung zu, während die heutige Forschung Spervogel nur den mittleren Teil des in der Manessischen Liederhandschrift überlieferten Korpus zuweist.
23 gereimte Strophen, zumeist Einzelstrophen, im selben Ton, verwandt mit dem Ton Hergers, sowie die Melodie sind von Spervogel erhalten. Die Strophen enthalten allgemeine Lebensweisheiten und waren meist an eine adlige Zuhörerschaft gerichtet.

## Wirkungsbereiche
Auf eines seiner Gedichte (um 1180/90) geht einer der frühesten Belege für den Ausdruck „Weihnachten“ zurück: 

„Er ist gewaltic unde starc, der ze wîhen naht geborn wart: daz ist der heilige krist.“

Robert Volkmann komponierte nach diesem Text seine Motette Weihnachtslied aus dem 12. Jahrhundert („Er ist gewaltig und stark“) für Chor und Solostimmen.
Der Komponist Wendelin Weißheimer nahm Ende der 1860er Jahre auch Texte von Spervogel („Tugend das schönste Kleid“, „Lebensregel“, „Der Thor“, „Die böse Zeit“ und „Der gute Wirt“) in seinem großen Liederzyklus „Deutsche Minnesänger“ auf.
Paul Hindemiths Nr. 3 der Lieder nach alten Texten op. 33 vertont Spervogels „Art läßt nicht von Art“.